# Charlie Charles
Charlie Charles, pseudonimo di Paolo Alberto Monachetti (Settimo Milanese, 24 marzo 1994), è un produttore discografico e disc jockey italiano, ritenuto tra i principali esponenti della scena hip hop e trap italiana degli anni 2010.

## Biografia
Charlie Charles inizia la sua carriera ascoltando e producendo musica elettronica e techno, dedicandosi anche alla composizione di colonne sonore. Dopo diversi cambi di scuola, abbandonò le superiori per dedicarsi solo alla musica, creando a Seguro un proprio studio di registrazione. Intorno allo stesso periodo conosce il rapper Sfera Ebbasta, intraprendendo una collaborazione musicale culminata nel 2015 con l'album in studio XDVR. Il 2015 segna inoltre la collaborazione con Marracash per l'etichetta discografica indipendente Roccia Music, producendo vari brani e album con Ghali, Tedua, Izi, Guè e la Dark Polo Gang, oltre a Sfera Ebbasta.
Nel 2017 Charlie Charles ha pubblicato il singolo Bimbi, in collaborazione con Izi, Rkomi, Sfera Ebbasta, Tedua e Ghali, che ha raggiunto la terza posizione della Top Singoli, rimanendovi per 25 settimane consecutive e venendo certificato doppio disco di platino. Il brano è seguito nello stesso anno dal singolo Rap con Izi e l'anno dopo da Peace & Love (con Sfera Ebbasta e Ghali). Nel 2018 ha fondato la Billion Headz Music Group insieme a Sfera Ebbasta.
Nel 2019 produce insieme a Dardust e Mahmood il brano Soldi, vincitore del 69ª edizione del Festival di Sanremo. La collaborazione con i due artisti si è rinnovata nel mese di aprile con la pubblicazione del singolo Calipso, che ha visto anche la partecipazione dei rapper Sfera Ebbasta e Fabri Fibra. Nello stesso anno collabora con la cantante Francesca Michielin nel brano Cheyenne.
Nel 2022 produce insieme a Thasup il singolo Siri in collaborazione con Lazza e Sfera Ebbasta. L'anno dopo ritorna con il singolo Obladi oblada in collaborazione con i rapper Ghali, Thasup e Fabri Fibra.

## Discografia

### Album in studio
- 2015 – XDVR (con Sfera Ebbasta)

### Raccolte
- 2019 – Produced by Charlie Charles

### Singoli
Come artista principale
- 2016 – Niagara (con Izi)
- 2017 – Bimbi (feat. Izi, Rkomi, Sfera Ebbasta, Tedua e Ghali)
- 2017 – Rap (feat. Izi)
- 2018 – Peace & Love (con Sfera Ebbasta e Ghali)
- 2019 – Calipso (feat. Sfera Ebbasta, Mahmood e Fabri Fibra)
- 2023 – Obladi oblada (feat. Ghali, Thasup e Fabri Fibra)

Come artista ospite
- 2019 – Cheyenne (Francesca Michielin feat. Charlie Charles)

### Produzioni
- 2014 – Jack the Smoker – Ce l'ho (da Machete Mixtape III)
- 2015 – Sfera Ebbasta – OGNT
- 2015 – Izi feat. Sfera Ebbasta – Sobrio (da Julian Ross Mixtape)
- 2016 – Dark Polo Gang feat. Sfera Ebbasta  – Cavallini (da Crack musica)
- 2016 – Sfera Ebbasta – Blunt e Sprite
- 2016 – Izi feat. Sfera Ebbasta – Tutto apposto (da Fenice)
- 2016 – Marracash e Guè – Salvador Dalí (da Santeria)
- 2016 – Tedua feat. Sfera Ebbasta – Lingerie (da Orange County Mixtape)
- 2016 – Tedua – Buste della spesa (da Orange County Mixtape)
- 2016 – Tedua feat. Ghali  – Fifty Fifty (da Orange County Mixtape)
- 2016 – Sfera Ebbasta – Sfera Ebbasta
- 2016 – Dark Polo Gang feat. Sfera Ebbasta  – Fiori del male (da The Dark Album)
- 2016 – Tedua  – Pugile (da Orange County California)
- 2016 – Izi  – Niagara
- 2017 – Sfera Ebbasta  – Dexter
- 2017 – Lacrim – Force & honneur
- 2017 – Izi – Na na na (da Pizzicato)
- 2017 – Ghali – Album
- 2017 – Guè feat. Marracash – Relaxxx (da Gentleman)
- 2017 – Ghali – Lunga vita a Sto
- 2018 – Sfera Ebbasta – Rockstar
- 2018 – Ghali – Cara Italia
- 2018 – Capo Plaza feat. Sfera Ebbasta e DrefGold – Tesla (da 20)
- 2018 – DrefGold feat. Sfera Ebbasta – Wave (da Kanaglia)
- 2018 – Guè feat. Sfera Ebbasta e DrefGold – Borsello (da Sinatra)
- 2018 – Izi – Fumo da solo (da Aletheia)
- 2018 – Salmo feat. Sfera Ebbasta – Cabriolet (da Playlist)
- 2018 – Sfera Ebbasta – Rockstar (Popstar Edition)
- 2019 – Luchè – Stamm fort (da Potere (il giorno dopo))
- 2019 – Mahmood – Soldi (da Gioventù bruciata)
- 2019 – Sfera Ebbasta – Mademoiselle
- 2019 – Rkomi – Dove gli occhi non arrivano
- 2019 – Izi feat. Sfera Ebbasta – 48H (da Aletheia)
- 2019 – Luchè – Parliamo (da Potere (il giorno dopo))
- 2019 – Mahmood – Barrio
- 2019 – Lazza feat. Sfera Ebbasta e Capo Plaza – Gigolò (da Re Mida: Aurum)
- 2019 – Marracash feat. Thasup e Sfera Ebbasta – Supreme - L'ego (da Persona)
- 2019 – Shiva feat. Sfera Ebbasta – Soldi in nero
- 2020 – Dark Polo Gang feat. DrefGold e Anna – Biberon (da Dark Boys Club)
- 2020 – DrefGold feat. Sfera Ebbasta – Elegante (da Elo)
- 2020 – FSK Satellite feat. Sfera Ebbasta – Soldi sulla carta (da Padre figlio e spirito)
- 2020 – Sfera Ebbasta – Bottiglie privè (da Famoso)
- 2021 – Ernia feat. Sfera Ebbasta e Carl Brave – Di notte (da Gemelli (ascendente Milano))
- 2021 – Madame feat. Sfera Ebbasta – Tu mi hai capito (da Madame)
- 2021 – Sfera Ebbasta – Uhlala (da Famoso)
- 2022 – Irama feat. Sfera Ebbasta – Una lacrima (da Il giorno in cui ho smesso di pensare)
- 2022 – Thasup feat. Lazza e Sfera Ebbasta – Siri (da Carattere speciale)
- 2022 – Booba feat. Sfera Ebbasta – Téléphone
- 2023 – Emis Killa feat. Salmo – Toxic (Trainspotting) (da Effetto notte)
- 2023 – Tedua feat. Sfera Ebbasta – Hoe (da La Divina Commedia)
- 2023 – Sfera Ebbasta – X2VR